# Municipio de Gaston
El municipio de Gaston (en inglés: Gaston Township) es un municipio ubicado en el  condado de Northampton en el estado estadounidense de Carolina del Norte. En el año 2010 tenía una población de 5.973 habitantes.

## Geografía
El municipio de Gaston se encuentra ubicado en las coordenadas 36°30′29.54″N 77°40′2.93″O / 36.5082056, -77.6674806.